# 党必刚
党必刚（1907年10月1日—？），化名李必刚，曾用名党秉温，陕西省长安县北乡沟上村人，中华民国及中华人民共和国军事人物。

## 生平
1907年10月1日，出生于长安县北乡沟上村（1970年代属西安市谭家公社红光大队第二生产队）。家庭出身富农。8岁进私塾学习。15岁到16岁，在高等小学学习并毕业。随后，在陕西省单级师范学校学习。上学之后，改名为党秉温。
1925年11月，被国民革命军第二军派往苏联学习。先在基辅军校学习两年，后转至莫斯科高级步校（在该校期间，参加了苏联共青团）。1931年归国，1931年6月到上海从事中国共产党的地下工作，同年9月在上海法租界被逮捕。在上海期间，曾在周恩来主持下，翻译了《游击队怎样动作？》。同时期，傅钟翻译了《苏军政治工作条例》。这几本书均是由周恩来主持，刘伯承、聂荣臻、傅钟参加定稿，后来带到苏区刊印。
1934年到1937年，在南京国民政府的参谋部任参谋、中校。1938年到1943年，历任国民政府军事委员会顾问事务处股长、主任、翻译、科长，官职到少将。1943年10月到1946年3月，在陆军大学特别班七期受训。1946年4月到1946年9月，随张治中到新疆，任西北行营驻迪化办公厅二组组长。1946年10月到1949年5月，任新疆保安司令部副司令。
应中共方面的要求，经蒋介石批准，1946年6月初，张治中将原新疆督办盛世才关押在迪化监狱的中共人员释放。释放时，派余湛邦、党必刚前去监狱看望这批中共人员，宣布正式释放。1946年6月10日，张治中派新疆省警备总司令部交通处长刘亚哲，率警卫官兵，用八辆十轮大卡从迪化将他们护送去延安，于7月11日到达延安。
中华人民共和国成立后，1950年2月参加中国人民解放军，在重庆西南军政大学俄文团任教员。同年11月，调往南京军事学院翻译室工作，任翻译室主任。中共十一届三中全会后，被安排为成都市东城区政协委员。